# Jürgen Heinsch
Jürgen Heinsch (ur. 4 lipca 1940 w Lubece, zm. 14 lipca 2022) – niemiecki piłkarz występujący na pozycji bramkarza. Reprezentant NRD. Trener piłkarski.

## Kariera klubowa
Heinsch treningi rozpoczął w zespole BSG Einheit Rostock. W 1955 roku został zawodnikiem juniorów Empora Rostock. W 1959 roku został włączony do jego pierwszej drużyny. W pierwszej lidze NRD zadebiutował 13 sierpnia 1959 w wygranym 3:0 meczu z Chemie Zeitz. Wraz z Emporem Heinsch trzy razy wywalczył wicemistrzostwo NRD (1962, 1963, 1964). Osiągnięcie to powtórzył jeszcze w 1968 roku, gdy Empor nosił już nazwę Hansa. Heinsch grał do końca sezonu 1971/1972, po czym zakończył karierę.

## Kariera reprezentacyjna
W reprezentacji NRD Heinsch zadebiutował 4 kwietnia 1963 w zremisowanym 1:1 towarzyskim meczu z Bułgarią. W 1964 roku był członkiem reprezentacji, która zdobyła brązowy medal na letnich igrzyskach olimpijskich. W latach 1963–1965 w drużynie narodowej rozegrał 7 spotkań.